# Underwood (Dakota Północna)
Underwood – miasto w Stanach Zjednoczonych, w stanie Dakota Północna, w hrabstwie McLean.